# Шугарленд-Ран (Вірджинія)
Шугарленд-Ран (англ. Sugarland Run) — переписна місцевість (CDP) в США, в окрузі Лаудун штату Вірджинія. Населення — 12 345 осіб (2020).

## Географія
Шугарленд-Ран розташований за координатами 39°1′59″ пн. ш. 77°22′0″ зх. д. / 39.03306° пн. ш. 77.36667° зх. д. (39.032935, -77.366631).  За даними Бюро перепису населення США в 2010 році переписна місцевість мала площу 5,26 км², з яких 5,20 км² — суходіл та 0,06 км² — водойми.

## Демографія
Згідно з переписом 2010 року, у переписній місцевості мешкало 11 799 осіб у 3594 домогосподарствах у складі 2864 родин. Густота населення становила 2244 особи/км².  Було 3716 помешкань (707/км²).
Расовий склад населення:
| - 55,5 % — білих - 14,8 % — азіатів - 8,4 % — чорних або афроамериканців - 0,4 % — корінних американців - 0,1 % — вихідців з тихоокеанських островів - 16,0 % — осіб інших рас |

До двох чи більше рас належало 4,9 %. Частка іспаномовних становила 28,8 % від усіх жителів.
За віковим діапазоном населення розподілялося таким чином: 27,8 % — особи молодші 18 років, 66,5 % — особи у віці 18—64 років, 5,7 % — особи у віці 65 років та старші. Медіана віку мешканця становила 33,7 року. На 100 осіб жіночої статі у переписній місцевості припадало 103,2 чоловіків;  на 100 жінок у віці від 18 років та старших — 101,2 чоловіків також старших 18 років.
Середній дохід на одне домашнє господарство  становив 112 755 доларів США (медіана — 97 235), а середній дохід на одну сім'ю — 114 128 доларів (медіана — 96 295). Медіана доходів становила 50 859 доларів для чоловіків та 44 607 доларів для жінок. За межею бідності перебувало 8,3 % осіб, у тому числі 11,1 % дітей у віці до 18 років та 4,0 % осіб у віці 65 років та старших.
Цивільне працевлаштоване населення становило 6908 осіб. Основні галузі зайнятості: науковці, спеціалісти, менеджери — 25,0 %, освіта, охорона здоров'я та соціальна допомога — 18,3 %, роздрібна торгівля — 9,9 %, мистецтво, розваги та відпочинок — 9,8 %.